# 北哈里森鎮區 (阿肯色州布恩縣)
北哈里森鎮區（英語：North Harrison Township）是位於美國阿肯色州布恩縣的一個行政鎮區。

## 地方資料
根據2010年美國人口普查的數據，北哈里森鎮區的面積為44.00平方千米，當中陸地面積為43.86平方千米，而水域面積為0.14平方千米。當地共有人口8057人，而人口密度為每平方千米183人。